# ایبرایوو (شهرستان زیانچورینسکی، باشقیرستان)
ایبرایوو (انگلیسی: Ibrayevo, Zianchurinsky District, Republic of Bashkortostan) یک شهرک در شهرستان زیانچورینسکی استان باشقیرستان کشور روسیه است.